# Enrique Yabar Almanza
Enrique Yabar Almanza fue un político peruano. 
Fue elegido diputado por la provincia de Paucartambo en 1901 durante los gobiernos de Eduardo López de Romaña, Manuel Candamo, Serapio Calderón y José Pardo y Barreda.